# Upplands runinskrifter 978
Upplands runinskrifter 978 är en runsten som är inmurad i den södra väggen av Gamla Uppsala kyrka. Stenen är en så kallad englandssten.

## Inskriften
Translitterering av runraden:
sihuiþr ...-i + stain + þina + iklats+fari + iftir + uitarf + faþ(u)(r) [+ -... ...sia]... ...ku---
Normalisering till runsvenska:
Sigviðr [ræist]i stæin þenna Ænglandsfari æftiʀ Vidiarf, faður ... ... ...
Översättning till nusvenska:
Sigvid Englandsfararen [rest]e denna sten efter Vidjärv, [sin] far...

## Historia
Runstenen låg tidigare som altarbord i kyrkan. 1856 flyttades den därifrån och murades in på sin nuvarande plats i kyrkväggen. När stenskivan formades till för att passa som altarbord gick en stor del av runslingan förlorad och inskriftens slut försvann.
England var målet för många vikingafärder. Sigvid har troligen varit där flera gånger, eftersom han fått tillnamnet Englandsfararen.